# Хандагай (Черемховский район)
Хандагай (бур. Хандагай — «лось») — деревня в Черемховском районе Иркутской области России. Входит в состав Саянского муниципального образования. Находится примерно в 61 км к западу от районного центра.

## Население
| 2002 | 2010 | 2011 | 2012 |
| ---- | ---- | ---- | ---- |
| 257  | ↘182 | ↘181 | ↘175 |